# Colorado Rockies (Eishockey)
Die Colorado Rockies waren ein Eishockeyteam der nordamerikanischen Eishockeyliga National Hockey League, das von 1976 bis 1982 in Denver, Colorado beheimatet war. 1974 als Kansas City Scouts gegründet, zog das Team 1976 nach Colorado, ehe es 1982 nach New Jersey umgesiedelt wurde.

## Geschichte
Nachdem es Gerüchte gab, dass die finanziell angeschlagenen California Golden Seals nach Denver umsiedeln wollen, waren es schließlich die Kansas City Scouts, die in den bisher nicht erschlossenen Eishockey-Markt Colorado zogen und sich in Colorado Rockies umbenannten.
Sechs Jahre sollte das Team in Denver seine Heimat haben, allerdings ohne besonders in der NHL hervorzustechen. Einmal konnten die Rockies die Playoffs erreichen, einen Sieg gab es in der Endrunde allerdings nicht. Mit einem mittelmäßigen Kader konnte das Team nicht besonders viel erreichen. Einige Lichtblicke gab es durch Barry Beck, der in seiner Rookie-Saison einen Rekord für die meisten Tore, die von einem NHL-Neuling erzielt wurden, aufstellte. Mit Lanny McDonald hatte man einen prominenten Spieler für etwa zwei Jahre in der Mannschaft, der das Team aber nicht alleine zu Erfolgen führen konnte.
Die Zuschauerzahlen in Denver waren gut, doch blieb die finanzielle Lage des Teams instabil, da das Team in vier Jahren zweimal den Besitzer wechselte. Schließlich kaufte sich John McMullen 1982 das Team und gab bekannt, dass er große Pläne mit dem Franchise habe, allerdings in New Jersey. So wurde das Team im Sommer 1982 nach New Jersey umgesiedelt, wo es den Namen New Jersey Devils erhielt. Das Team konnte in den achtziger Jahren keine besonderen Erfolge verbuchen, doch ab 1990 war es mit einer Ausnahme immer in den Playoffs und konnten ab Mitte der neunziger Jahre mehrfach den Stanley Cup gewinnen.
Der letzte aktive Spieler, der bei den Rockies gespielt hatte, war Joe Cirella, der 1996 seine NHL-Karriere beendete und zu den Kölner Haien wechselte – ausgerechnet in dem Jahr, als die Colorado Avalanche in ihrer ersten Saison ihren ersten Stanley Cup gewannen. Von 1982 bis 1995 spielte kein NHL-Team in Colorado.
Es existiert seit 1993 ein Baseballteam der MLB, das ebenfalls Colorado Rockies heißt.

## Saisonstatistik
Abkürzungen: GP = Spiele, W = Siege, L = Niederlagen, T = Unentschieden, OTL = Niederlagen nach Overtime, SOL = Niederlagen nach Shootout, Pts = Punkte, GF = Erzielte Tore, GA = Gegentore, PIM = Strafminuten
| Saison  | GP  | W   | L   | T  | OTL | SOL | Pts | GF   | GA   | PIM  | Platz               | Playoffs                                                                              |
| 1976/77 | 80  | 20  | 46  | 14 | —   | —   | 54  | 226  | 307  | 978  | 5., Smythe Division | nicht qualifiziert                                                                    |
| 1977/78 | 80  | 19  | 40  | 21 | —   | —   | 59  | 257  | 305  | 818  | 2., Smythe Division | Niederlage in der Vorrunde, 0:2 (Philadelphia)                                        |
| 1978/79 | 80  | 15  | 53  | 12 | —   | —   | 42  | 210  | 331  | 838  | 4., Smythe Division | nicht qualifiziert                                                                    |
| 1979/80 | 80  | 19  | 48  | 13 | —   | —   | 51  | 234  | 308  | 1020 | 6., Smythe Division | nicht qualifiziert                                                                    |
| 1980/81 | 80  | 22  | 45  | 13 | —   | —   | 57  | 258  | 344  | 1418 | 4., Smythe Division | nicht qualifiziert                                                                    |
| 1981/82 | 80  | 18  | 49  | 13 | —   | —   | 49  | 241  | 362  | 1138 | 5., Smythe Division | nicht qualifiziert                                                                    |
| Gesamt  | 480 | 113 | 281 | 86 | —   | —   | 312 | 1426 | 1957 | 6210 |                     | 1 Playoff-Teilnahme 1 Serien: 0 Siege, 1 Niederlagen 2 Spiele: 0 Siege, 2 Niederlagen |

## Franchiserekorde
- Meiste Spiele: Mike Kitchen 354 Spiele in 6 Saisonen.
- Meiste Tore: Wilf Paiement 106 Tore
- Meiste Vorlagen: Wilf Paiement 148 Vorlagen
- Meiste Punkte: Wilf Paiement 254 Punkte (106 Tore + 148 Vorlagen)
- Meiste Strafminuten: Rob Ramage 529 Strafminuten
- Meiste Shutouts: Bill McKenzie, Doug Favell, Bill Oleschuk je ein Shutout
- Meiste Spiele als Torhüter: Michel Plasse 126 Spiele (24 Siege)

- Meiste Tore in einer Saison: Wilf Paiement 41 Tore (NHL 1976/77)
- Meiste Vorlagen in einer Saison: Wilf Paiement 56 Vorlagen (NHL 1977/78)
- Meiste Punkte in einer Saison: Wilf Paiement 87 Punkte (31 Tore + 56 Vorlagen; NHL 1977/78)
- Meiste Punkte als Rookie: Barry Beck 60 Punkte (22 Tore + 38 Vorlagen; NHL 1977/78)
- Meiste Strafminuten in einer Saison: Rob Ramage 201 Strafminuten (NHL 1981/82)

## Trainer
| Zeitraum          | Trainer       |
| ----------------- | ------------- |
| 1976/77           | Johnny Wilson |
| 1977/78 – 1978/79 | Pat Kelly     |
| 1978/79           | Aldo Guidolin |

| Zeitraum | Trainer        |
| -------- | -------------- |
| 1979/80  | Don Cherry     |
| 1980/81  | Bill MacMillan |
| 1981/82  | Bert Marshall  |

| Zeitraum | Trainer           |
| -------- | ----------------- |
| 1981/82  | Marshall Johnston |

## General Manager
| Zeitraum          | General Manager |
| ----------------- | --------------- |
| 1976/77 – 1980/81 | Ray Miron       |
| 1981/82           | Bill MacMillan  |

## Mannschaftskapitäne
- Simon Nolet 1976–77
- Wilf Paiement 1977–78
- Gary Croteau 1978–79
- Mike Christie, René Robert, Lanny McDonald 1979–80
- Lanny McDonald 1980–81
- Lanny McDonald, Rob Ramage 1981–82

## Top-10-Wahlrechte im NHL Amateur/Entry Draft
- 1976: Paul Gardner (11. Position)
- 1977: Barry Beck (2. Position)
- 1978: Mike Gillis (5. Position)
- 1979: Rob Ramage (1. Position)
- 1980: Paul Gagné (19. Position)
- 1981: Joe Cirella (5. Position)